# KkOma
Ким Чон Гюн (кор. 김정균, род. 23 декабря 1985, Республика Корея), более известный под своим никнеймом kkOma, — корейский киберспортивный тренер по League of Legends, в прошлом — киберспортсмен. Наиболее известен как тренер SK Telecom T1, которая за время его работы с 2012 по 2019 год стала троекратным чемпионом мира, восьмикратным победителем LCK и двухкратным победителем MSI. Также работал тренером в Vici Gaming и DWG KIA. В 2021 году был признан «Лучшим киберспортивным тренером» на The Game Awards.

## Биография
Свою киберспортивную карьеру Ким начал в 2010 году в StarCraft II, где играл за расу терранов. Под ником LittleBoy он участвовал в Global StarCraft II League, однако вылетел во втором туре. По словам Кима, играть ему мешали нервы.
После того, как League of Legends была выпущена в Республике Корея и начала формировываться соответствующая киберспортивная сцена, kkOma заинтересовался этой игрой. В 2012 году он участвовал в первом сезоне Champions Korea в составе StarTale в роли лесника. В рамках сезона он сыграл три игры, две из которые проиграл. Не добившись успеха, он решил закончить карьеру киберспортсмена.
В декабре 2012 года kkOma присоединился к SK Telecom T1 в качестве тренера по League of Legends. Под его руководством команда стала трёхкратным чемпионом мира (в 2013, 2015 и 2016 годах), выиграла восемь LCK и два MSI. Он также занимался поиском талантливых новичков: благодаря ему в команду попали такие игроки, как Ли «Faker» Сан Хёк, Ли «Wolf» Дже Ван и Пэ «Bang» Джун Сик.
В ноябре 2019 года kkOma покинул SKT T1. В декабре он перешёл в китайскую команду Vici Gaming. Под его руководством Vici за год превратилась из одной из худших команд сезона, занимающей последние места, в команду среднего дивизиона, способную претендовать на выход в плей-офф. В сентябре 2020 года команда объявила, что kkOma покидает должность тренера по семейным обстоятельствам, однако рассматривается вариант его возвращения в сезоне 2021 года.
C ноября 2020 года работает тренером в DWG KIA (ранее Damwon Gaming). В сезоне 2021 года команда заняла второе место на Mid-Season Invitational 2021 и на чемпионате мира.
В марте 2022 года KeSPA дополнительно назначила kkOma главным тренером сборной Южной Кореи по League of Legends на Летних Азиатских играх 2022. Корея заработала золото на этом соревновании.
21 ноября 2023 года команда T1 объявила о возвращении kkOma в организацию в качестве главного тренера.

## Признание
kkOma часто называют лучшим тренером в истории League of Legends.
В 2017 году в игру был добавлен набор обликов, посвящённых действующим чемпионам мира, SK Telecom T1. В честь kkOma был выпущен облик на тотем, который не только напоминает тренера внешне, но и пародирует его жесты.
kkOma был признан «лучшим киберспортивным тренером» на The Game Awards 2021. Ранее он был номинирован на аналогиную награду на The Game Awards 2019, однако тогда победителем стал Дэнни «zonic» Соренсен, тренер по Counter-Strike: Global Offensive. Также в 2019 году kkOma занял второе место в голосовании за лучшего киберспортивного тренера на Esports Awards, также уступив первое место zonic.